# 少康
少康（？—？），姒姓，夏后氏，中國夏朝第六任君主。相的兒子，杼的父亲。
傳說寒浞派人殺死相後，相的妃子后緡逃到娘家有仍氏（任姓，在今山东省济宁市任城区），生下少康。少康长大后为有仍氏牧正，又逃至有虞氏（今河南商丘虞城南）任庖正（掌廚），有虞氏的君主虞思把兩個女兒“二姚”嫁給了少康，有田一成（方十里），有眾一旅（五百人）。夏朝遺臣靡集結夏朝斟灌氏及斟寻氏二國遺民之力，滅寒浞，立少康為王。少康派女間諜女艾到寒浞之子寒浇的封地秘密侦察。又令其子季杼至戈地，先行利诱寒豷，以麻痺之。寒澆與寡嫂女岐私通，女艾謀刺寒澆，结果誤殺女岐。後來少康藉由打獵的機會，放出獵犬咬死了寒浇。接著，季杼率軍大舉進攻戈地，殲滅敵軍，寒豷戰敗被殺。
少康在位时夏朝比较强盛，史称“少康中兴”。
少康曾經派遣庶子無餘到會稽建立越國。

## 軼事
有人說夏朝少康流亡時曾居於「杜」，稱為杜康，相傳其發明了酒（米酒）之一物。但這個僅為有關杜康的一个傳說，另中國酒源於石器時代的偶然發現，嗅到穀類經過自然發酵之後的香氣，開始飲用，與少康本身沒有關係，但民間已經傳說很久。
今河南省太康县城关回族镇境内有少康陵。传说少康在戈地（今太康县）祭祀先祖太康时病死，所以埋葬在太康陵一侧。其子杼派人为太康、少康守陵。

## 影視形象

### 電視劇
| 演員 | 年份   | 作品         |
| 沈航 | 1987年 | 《古夏血觞》 |